# Буробрюхий пищуховый землелаз
Буробрюхий пищуховый землелаз (лат. Upucerthia validirostris) — вид птиц из семейства печниковых. Подвид Upucerthia validirostris jelskii был сочтён входящим в данный вид на основании схожести песен этих птиц. Кроме него существуют еще, как минимум, два подвида.

## Распространение
Распространены в Аргентине, Боливии, Чили и Перу. Естественной средой обитания являются субтропические или тропические высокогорные кустарники, а также высокогорные травянистые сообщества.
МСОП присвоил виду охранный статус LC.

## Описание
Птицы среднего размера. Длина 19—21 см, вес 30—45 г.